# Ahmet II
Ahmet II (turc otomà: احمد ثانى, Aḥmed-i sānī) (25 de febrer de 1643 segons Naima o 1 d'agost de 1942 segons Rashid – 6 de febrer de 1695) va ser soldà de l'Imperi Otomà des de 1691 fins a la seva mort. Era el fill del soldà Ibrahim I (1640-48), i va succeir el seu germà Solimà II (1687-91) a la mort d'aquest el 23 de juny de 1691.
A l'inici del seu regnat, va confirmar en el seu càrrec al gran visir del seu germà, el poderós Mustafà Köprülü (Köprülüzade Fadil Mustafa Pasha). Aquest va reprendre la guerra contra els imperials però fou derrotat i mort pels austríacs liderats pel marcgravi Lluís Guillem de Baden, a la Batalla de Szalankamen (19 d'agost de 1691). Com a conseqüència de la derrota els otomans van veure's forçats a abandonar Hongria. A Mustafa el va succeir Arabadji Ali Pasha que va durar poc temps en el càrrec al qual va accedir Hadji Ali Pasha, que el 1692 va fer una campanya extremadament prudent a Àustria. En aquest mateix 1692 els venecians van intentar ocupar La Canea però van fracassar.
Hadji Ali Pasha va entrar en conflicte amb el sultà i fou destituït; el successor, Bozoklu Mustafa Pasha va obligar els austríacs a aixecar el setge al que sotmetien a Belgrad (1693), però això no el va salvar de ser destituït. El 1694 el seu successor Sürmeli Ali Pasha va fracassar en el seu intent de conquerir la fortalesa de Peterwardein i en canvi els venecians es van apoderar de Gabella a Dalmàcia i de l'illa de Quios
Va fer front també a revoltes menors a Iraq, Hedjaz, Trípoli i Alger (aquestes dues darreres van atacar Tunis)
Quatre anys després de la seva ascensió al tron Ahmet II va emmalaltir i morir a Adrianòpolis. Fou succeït pel seu nebot Mustafà II. Ahmet II fou enterrat a la Kanuni Sulayman d'Istanbul.